# Omorgus umbonatus
Omorgus umbonatus is een keversoort uit de familie beenderknagers (Trogidae). De wetenschappelijke naam van de soort is voor het eerst geldig gepubliceerd in 1854 door Leconte.